# Bahçeşehir Koleji Spor Kulübü 2021-2022
Questa voce raccoglie le informazioni riguardanti il Bahçeşehir Koleji Spor Kulübü nelle competizioni ufficiali della stagione 2021-2022.

## Stagione
La stagione 2021-2022 del Bahçeşehir Koleji Spor Kulübü è la 4ª nel massimo campionato turco di pallacanestro, la Basketbol Süper Ligi.

## Roster
Aggiornato al 28 aprile 2022.
| Bahçeşehir Koleji 2021-22 | Bahçeşehir Koleji 2021-22 |
| Giocatori                 | Staff tecnico             |
| ------------------------- | ------------------------- |

| N. | Naz.                   | Ruolo | Nome            | Anno | Alt.   | Peso   |  |
| -- | ---------------------- | ----- | --------------- | ---- | ------ | ------ |  |
| 0  | Ghana (bandiera)       | AG    | Ben Bentil      | 1995 | 205 cm | 108 kg |  |
| 1  | Stati Uniti (bandiera) | AP    | Jamal Jones     | 1993 | 203 cm | 89 kg  |  |
| 2  | Stati Uniti (bandiera) | P     | Langston Hall   | 1991 | 193 cm | 82 kg  |  |
| 3  | Turchia (bandiera)     | P     | Kartal Özmızrak | 1995 | 188 cm | 74 kg  |  |
| 4  | Turchia (bandiera)     | PG    | Emir Gökalp     | 1989 | 185 cm | 79 kg  |  |
| 5  | Turchia (bandiera)     | G     | Muhammed Baygül | 1992 | 191 cm | 84 kg  |  |
| 7  | Turchia (bandiera)     | PG    | Ülkü Özben      | 2002 | 195 cm |        |  |
| 8  | Turchia (bandiera)     | AC    | Hadi Özdemir    | 1983 | 202 cm | 111 kg |  |
| 9  | Stati Uniti (bandiera) | C     | Tarik Black     | 1991 | 205 cm | 118 kg |  |
| 10 | Turchia (bandiera)     | A     | Ali Yüceoral    | 2002 | 203 cm | 95 kg  |  |
| 12 | Turchia (bandiera)     | C     | Safa Yılmaz     | 2001 | 206 cm |        |  |
| 15 | Stati Uniti (bandiera) | G     | Jamar Smith     | 1987 | 191 cm | 84 kg  |  |
| 17 | Stati Uniti (bandiera) | AG    | Sam Dekker      | 1994 | 203 cm | 99 kg  |  |
| 21 | Turchia (bandiera)     | C     | Oğuz Savaş (C)  | 1987 | 211 cm | 132 kg |  |
| 23 | Stati Uniti (bandiera) | C     | Richard Solomon | 1992 | 210 cm | 108 kg |  |
| 32 | Turchia (bandiera)     | AG    | Berkay Candan   | 1993 | 205 cm | 101 kg |  |
| 33 | Turchia (bandiera)     | AP    | Erkan Yılmaz    | 1997 | 199 cm | 91 kg  |  |
| 41 | Stati Uniti (bandiera) | C     | Devin Williams  | 1994 | 206 cm | 122 kg |  |

| Allenatore                                                                                              |
| - Erhan Ernak                                                                                           |
| Assistente/i                                                                                            |
| - Ender Arslan - Sinan Atalay - Arda Kandaş Legenda - (C) Capitano - (IN) Inattivo - Infortunato Roster |

## Mercato

### Sessione estiva
| Acquisti | Acquisti        | Acquisti      | Acquisti   | Acquisti |
| R.a      | Nome            | da            | Modalità   |          |
| -------- | --------------- | ------------- | ---------- | -------- |
| P        | Langston Hall   | Stella Rossa  | svincolato |          |
| P        | Kartal Özmızrak | Obradoiro     | svincolato |          |
| G        | Muhammed Baygül | Türk Telekom  | svincolato |          |
| G        | Jamar Smith     | UNICS Kazan'  | svincolato |          |
| AG       | Berkay Candan   | Fenerbahçe    | svincolato |          |
| AG       | Ben Bentil      | Panathīnaïkos | svincolato |          |
| C        | Oğuz Savaş      | Bursaspor     | svincolato |          |
| C        | Devin Williams  | Goyang Orions | svincolato |          |

| Cessioni | Cessioni           | Cessioni             | Cessioni       | Cessioni |
| R.       | Nome               | a                    | Modalità       |          |
| -------- | ------------------ | -------------------- | -------------- | -------- |
| P        | Shannon Evans      | Real Betis           | fine contratto |          |
| P        | İsmet Akpınar      | Fenerbahçe           | fine contratto |          |
| P        | Thomas Akyazılı    | Merkezefendi Denizli | fine contratto |          |
| PG       | Erick Green        | Free agent           | fine contratto |          |
| G        | Ridvan Öncel       | Galatasaray          | fine contratto |          |
| AG       | Burak Can Yıldızlı | Karşıyaka            | fine contratto |          |
| AG       | Peyton Aldridge    | Socar Petkimspor     | fine contratto |          |
| C        | Stefan Janković    | Partizan             | fine prestito  |          |
| C        | Deniz Kılıçlı      | T. Büyükçekmece      | fine contratto |          |
| C        | Vladimir Štimac    | Free agent           | fine contratto |          |

### Dopo l'inizio della stagione
| Acquisti | Acquisti        | Acquisti       | Acquisti         | Acquisti   |
| R.       | Nome            | da             | Data             | Modalità   |
| -------- | --------------- | -------------- | ---------------- | ---------- |
| C        | Richard Solomon | Free agent     | 21 ottobre 2021  | svincolato |
| PG       | Emir Gökalp     | Yalovaspor     | 10 novembre 2021 | svincolato |
| AG       | Sam Dekker      | Free agent     | 4 dicembre 2021  | svincolato |
| C        | Tarik Black     | G. Rapids Gold | 27 febbraio 2022 | svincolato |

| Cessioni | Cessioni       | Cessioni       | Cessioni         | Cessioni    |
| R.       | Nome           | a              | Data             | Modalità    |
| -------- | -------------- | -------------- | ---------------- | ----------- |
| AG       | Ben Bentil     | Olimpia Milano | 27 novembre 2021 | rescissione |
| C        | Devin Williams | Málaga         | 22 gennaio 2022  | rescissione |